# Lairière
Lairière település Franciaországban, Aude megyében. Lakosainak száma 52 fő (2022. január 1.). Lairière Bouisse, Caunette-sur-Lauquet, Clermont-sur-Lauquet, Labastide-en-Val, Mayronnes, Montjoi, Taurize, Vignevieille és Villetritouls községekkel határos.

## Népesség
A település népességének változása:
| Lakosok száma | 25   | 24   | 32   | 48   | 41   | 47   | 52   | 55   | 54   | 52   |
|               | 1968 | 1982 | 1990 | 2006 | 2013 | 2015 | 2017 | 2019 | 2020 | 2022 |